# Bégoua
Bégoua est une commune de l’agglomération et de la préfecture de Bangui en République centrafricaine.

## Géographie
Située au nord de la capitale centrafricaine, le quartier du PK 12, correspond  à un important carrefour, à l’embranchement de la route nationale (RN 1), sur la route nationale (RN 2).

## Histoire
La localité est érigée en commune en mars 2012, par séparation de la commune de Bimbo. Avant 2021, elle constitue l'une des neuf communes de la préfecture de Ombella-M'Poko. En décembre 2020, elle intègre la préfecture de Bangui.

## Population
En 2021, l'ICASEES estime la population de la ville à 264 067 habitants.

## Quartiers
Les quartiers les plus connus de la commune urbaine de Bégoua sont : Ngbaloko, Cité Kossi, Cité Orostom, Cité Sinaï, Bégoua 1, Bégoua 3, Bégoua-centre, Damala Aéroport, Damala Centre, Damala 100 logements, Fafara, Golf Club, Kpobanga, Kwapinwa, Lando, Ngola Abattoir, Ngola 1, Ngola 2, Ngola 3, Ngouyingo, Pangba, Potopoto 1, Potopoto 2, Sô, Tomboulo, Toungoufara 2, Sassara, Village olympique, Vodamballa, Zacko 1, Zacko 2, Zacko 4.

## Santé
La ville dispose d’un hôpital de district sanitaire situé dans le quartier du PK 12.
Il existe également plusieurs cliniques dont la clinique La Grasse notamment,qui contribue au bien être sanitaire de la population de la localité

## Cultes
La paroisse catholique Saint Charles Lwanga de Bégoua, fondée en 1999, appartient au doyenné Notre Dame d'Afrique de l'archidiocèse de Bangui.